# Holomelina diminutiva
Holomelina diminutiva là một loài bướm đêm thuộc phân họ Arctiinae, họ Erebidae.